# Egocentrizmus
Az egocentrikus (én-központú) viselkedés a pszichológia által leírt magatartászavarok egyik fajtája. Azt a jelenséget, hogy egy egocentrikus viselkedés létezik, illetve magát az egocentrikus viselkedésformát is, egocentrizmusnak nevezzük. A latin ego szóból származik az alap jelentés, amelynek jelentése „énmagam”, a centrikus szó pedig „központút” jelent. Más néven énközpontú rendszernek nevezzük. 

## Jellemzői
Egocentrikus az a személy, aki mindig önmagából indul ki és önmagába tér vissza. Mindent csak a saját szemszögéből képes átélni (e tekintetben az egocentrizmus az empátia hiánya is egyben); mások véleményét tekintetbe venni, a mások által megfogalmazott vagy megfogalmazható szempontokra odafigyelni az egocentrikus személyiség képtelen.
Az egocentrikus gondolkodás önmagában nem személyiségzavar, de annak társtünete lehet. Mindenki mindaddig egészséges értelemben egocentrikus, amíg megfelelő társhatások nem érik más személyek részéről, amik által az ego "mértani szerkezete" illetve "minősége" önmagában és párhuzamosságában is torzulást szenvedhet, de ettől függetlenül elérheti ellentettjét is, az altruizmust.
Taglaltabb értelmezésben egocentrikusnak nevezhetjük azt, aki egy magasabb értelemben mindig az énközpontúság elkötelezettje, noha tisztában van az általános önzés és kishitűség negativizmusával, azon felül is tud emelkedni, de vallja és gyakorolja, hogy az életben csak az a fontos, "ami nekem jár, és amit én szerzek meg".
Az ilyen személy mondatszerkezeteit általában az "én" személyes névmással kezdi, rendkívül gyakoriak nála az önexpresszív kommunikációs elemek, Vigotszkij és Deme László vizsgálatai szerint mondatszerkesztése az összes többi mondatrész hátrányára elsősorban az állítmány köré épül. 
A nyugati pszichoterápia szerint az érett személyiség érdekeit érvényesítve sikeresen alkalmazkodik, mert reális képe van a világról, és így reális célkitűzések esetén képes kontrollálni sorsát. A buddhista álláspont ezzel szemben az, hogy a személyiség csak egy egocentrikus illúzió, az eredmények csak látszólagosak és átmenetiek, ezért nem érdemes vágyakozni és ragaszkodni semmi után és semmihez, mert az csak szenvedést okoz - az erkölcsös és bölcs életet kell gyakorolni, így jön létre az igazi boldogság.

## Kialakulása

### Gyermekkorban
Jean Piaget fejlődéselmélete szerint óvodáskorban (az ún. „műveletek előtti szakasz”) a nagy fokú egocentrikusság teljesen normális. A személyiség kialakulásának fejlődéslélektani és pedagógiai szempontból egyik legfontosabb eleme épp az, hogy a korai, gyermekkori egocentrizmust fokozatosan felváltja - az egyre magasabb fokú érettség jeleként - az egyre nagyobb fokú empatikus képesség. Ez bizonyos szempontból épp az ego érdeke is: a végletekig egocentrikus – kóros esetben pszichopata – személyiség sokszor destruktív, testileg és lelkileg paradox módon önromboló; a társadalmi értéktermelésben részt venni nem képes életvezetést valósít meg.

### Történelemben
Nem lehet pontos évszámot hozzá csatolni, lényegében a fogyasztói társadalom kialakulásához köthető a tömeges beindulása. Amióta ember él a földön mindig voltak olyan emberek, akik felsőbbrendűnek tartották magukat a többieknél. Ezek az emberek általában olyanok voltak, akik megszerezték a hatalmat, de később beleőrültek. Néhány neves ókori uralkodó, akikről írásos forrás alapján lehet bizonyítani, hogy már tényleg elhitték magukról, hogy ők felsőbbrendűek többi ember társuknál: Nagy Sándor (III. Alexandrosz), Néró. Nagy Sándort a hatalom mellett a perzsa uralkodói szokások mámorították meg. A XX. században leginkább Adolf Hitler hasonlítható a fentiekhez.

## A modern korban
A XX. századra a posztmodern fogyasztói társadalom megjelenésével gyakorlatilag elkezdte virágkorát élni ez a fajta gondolkodásmód. Főleg a gyerekkorukban elkényeztetett gyerekekre jellemző, akik azt hiszik később is, hogy bármit megkaphatnak, mivel az nekik jár. A másik jellemző csoport a magas életszínvonalon élő emberek, szintén azt gondolják, hogy a pénznek köszönhetően már bármit megtehetnek bárkivel. A fogyasztói társadalomnak ezt a formáját több írás és parodista jellegű film is bírálja. Körvonalazás nélkül, teljes egészében először[forrás?] Sarnyai Benedek vetette papírra ennek kritikáját és ennek a jelenségnek törvényszerűségeit.